# For What It's Worth
For What It's Worth — пісня Стівена Стіллза, вперше виконана групою Buffalo Springfield 1967 року. Пісня вийшла у дебютному альбомі гурту, а також як сингл.
У чарті Billboard Hot 100 ця пісня посіла 7-му позицію. Також пісня потрапила до списку 500 найкращих пісень усіх часів за версією журналу Rolling Stone.